# Boophis bottae
Boophis bottae is een kikker uit de familie gouden kikkers (Mantellidae). De soort werd voor het eerst wetenschappelijk beschreven door Miguel Vences en Frank Glaw in 2002. De soort behoort tot het geslacht Boophis. De soortaanduiding bottae is een eerbetoon aan Ursula Bott.

## Leefgebied
De kikker is endemisch in Madagaskar, zoals in Nationaal park Andasibe Mantadia en nationaal park Ranomafana. De soort leeft op een hoogte van 800 tot 1000 meter boven zeeniveau.